# Décès en 1132
Décès
- 1128
- 1129
- 1130
- 1131
- 1132
- 1133
- 1134
- 1135
- 1136

Cette page dresse une liste de personnalités mortes au cours de l'année 1132 :
- 9 février : Maredudd ap Bleddyn, prince de Powys.
- 26 mars : Geoffroi de Vendôme, Cardinal-prêtre de S. Prisca.
- 14 avril : Mstislav Ier, prince de Kiev.

- Alger de Liège, ou Alger de Cluny, prêtre bénédictin et canoniste liégeois.
- Bouchard IV de Montmorency, seigneur de Montmorency, d'Écouen, de Conflans-Sainte-Honorine, d'Attichy et d'Hérouville.
- Buri Taj el-Moluk, prince atabeg de Damas.
- Cadwallon ap Gruffudd (cy), prince de Gwynedd.
- Conchobhar Ua Flaithbheartaigh (en), roi d'Iar Connacht (en) (Irlande).
- Conrad von Plötzkau (en), margrave de la Marche du Nord.
- Diego (en), évêque d'Ourense (Espagne).
- Fulk FitzRoy (en), fils d'Henri Ier Beauclerc, roi d'Angleterre et moine à l'abbaye d'Abingdon.
- Hugues III du Puiset, seigneur du Puiset, comte de Corbeil.

## Crédit d'auteurs
- Cet article est partiellement ou en totalité issu de l'article intitulé « 1132 » (voir la liste des auteurs).